# Dagmar H. Mueller
Dagmar Hildegard Mueller (* 29. September 1961 in Meschede) ist eine deutsche Autorin von Kinder- und Jugendliteratur.

## Leben und Wirken
Dagmar H. Mueller wuchs im Sauerland, in Bayern und in Hamburg auf, wo sie das Abitur ablegte. An der Universität Hamburg studierte sie Germanistik und Sportwissenschaften. Während des Studiums und danach arbeitete sie als Fitnesstrainerin, als Skilehrerin, als Werbetexterin sowie als Musik-, Bewegungs- und Wahrnehmungstherapeutin für Vorschul- und Grundschulkinder.
Im Jahr 2002 veröffentlichte sie ihr erstes Kinderbuch Spinnenspuk um Mitternacht, das sie für ihren Sohn geschrieben hatte. Danach gab sie ihren Lehrberuf auf und widmete sich dem Schreiben.
Dagmar H. Mueller lebt in Hamburg und England. Sie schreibt auch unter dem Pseudonym Janne Nilsson.
2024 erschien auf der Grundlage der Reihe Die Chaosschwestern der Film Die Chaosschwestern und Pinguin Paul von Mike Marzuk.

## Auszeichnungen
- 2006: Kinderbuchpreis des Landes Nordrhein-Westfalen für Die unsichtbare Noa
- 2006: LesePeter (Monat Mai) für Die Hälfte des Himmels gehört Bo
- 2006: nominiert für Kalbacher Klapperschlange für Der Hüter der Drachensteine
- 2006: Kröte des Monats (Monat Oktober) für Herbst im Kopf
- 2007: nominiert für den Österreichischen Kinder- und Jugendbuchpreis für Herbst im Kopf
- 2007: Aufnahme in die Empfehlungsliste des Katholischen Kinder- und Jugendbuchpreis für Herbst im Kopf
- 2008: mit Verena Ballhaus nominiert für den Österreichischen Kinder- und Jugendbuchpreis für Opa sagt, er ist jetzt Ritter

## Werke
Dagmar H. Mueller hat über 80 Kinder- und Jugendbücher geschrieben, von denen einige in mehrere Sprachen übersetzt wurden.
- Spinnenspuk um Mitternacht. Mit Bildern von Oliver Wenniges. Thienemann, Stuttgart 2002, ISBN 3-522-17557-3.
  - Spanisch: Arañas a medianoche.  Edelvives, Zaragoza 2004, ISBN 84-263-5126-3.
- Mädchendrachen beißen nicht. Mit Bildern von Oliver Wenniges. Thienemann, Stuttgart 2003, ISBN 3-522-17575-1.
  - Spanisch: Las dragonas no muerden. Edelvives, Zaragoza 2005, ISBN 84-263-5550-1.
- Katzenspuk im Nachbarhaus. Mit Bildern von Oliver Wenniges. Thienemann, Stuttgart 2003, ISBN 3-522-17601-4.
  - Spanisch: ¡Un gato fantasma! Edelvives, Zaragoza 2004, ISBN 84-263-5273-1.
- Vorsicht, Raubritter! Mit Bildern von Martina Theisen. Thienemann, Stuttgart 2004, ISBN 3-522-17631-6.
- Nur Weicheier küssen nie! Mit Bildern von Elisabeth Holzhausen. Thienemann, Stuttgart 2004, ISBN 3-522-17683-9.
- Fiona wird Pferdeflüsterin. Schneiderbuch Egmont, Köln 2004, ISBN 3-505-12077-4.
- Fiona im Ponyglück. Schneiderbuch Egmont, Köln 2004, ISBN 3-505-11973-3.
- Fiona braucht keine Sporen. Schneiderbuch Egmont, Köln 2004, ISBN 3-505-12020-0.
- Die unsichtbare Noa … will nicht mehr schüchtern sein. Betz, Wien/München 2005, ISBN 3-219-11220-X.
- Rätsel um den Ponyhof. Mit Bildern von Irmgard Paule. Thienemann, Stuttgart 2005, ISBN 3-522-17729-0.
- Johnnie piratenstark! Mit Bildern von Jürgen Rieckhoff. Thienemann, Stuttgart 2005, ISBN 3-522-17691-X.
- Fiona reitet die Herbstjagd. Schneiderbuch Egmont, Köln 2005, ISBN 3-505-12127-4.
- Fiona ist im Fohlenfieber. Mit Illustrationen Martina Theisen. Schneiderbuch Egmont, Köln 2005, ISBN 3-505-12149-5.
- Der Hüter der Drachensteine. Thienemann, Stuttgart 2005, ISBN 3-522-17742-8. Neuauflage: Omnibus, München 2007, ISBN 978-3-570-21893-8.
- Michi lernt monstern. Mit Illustrationen von Iris Hardt. cbj, München 2006, ISBN 3-570-13119-X. Neuauflage: 2009, ISBN 978-3-570-22030-6.
- Geheimnis um den roten Tiger. Mit Bildern von Irmgard Paule. Thienemann, Stuttgart 2006, ISBN 978-3-522-17855-6.
- Fiona rettet Kleiner Blitz. Schneiderbuch Egmont, Köln 2006, ISBN 978-3-505-12209-5.
- Die Hälfte des Himmels gehört Bo. Mit Bildern von Michael Bayer. Thienemann, Stuttgart 2006, ISBN 978-3-522-17784-9.
- Herbst im Kopf. Meine Oma Anni hat Alzheimer. Mit Illustrationen von Verena Ballhaus. Betz, Wien/München 2005, ISBN 3-219-11260-9.
- Upps, Miss Daisy! Arena, Würzburg.
  - Teil 1: Auf der Burg der wilden Ritter. 2006, ISBN 3-401-05900-9.
  - Teil 2: Elefantenjägern auf der Spur. 2006, ISBN 3-401-05901-7.
- Oskar und das große Schweineglück. Mit Illustrationen von Miriam Cordes. cbj, München 2007, ISBN 3-570-13030-4.
- Juno, Mond & Sterne. Thienemann, Stuttgart 2007, ISBN 978-3-522-17943-0. Neuauflage 2009, ISBN 978-3-522-50067-8.
- Geheimnis um Schloss Zwiebelfeld. Mit Bildern von Irmgard Paule. Thienemann, Stuttgart 2007, ISBN 978-3-522-17878-5.
- Geheimnisvolle Zauberreisen. 9 Teile. Arena, Würzburg 2007–2009.
  - Hebräisch: Masaʿot ḳesumim. Sefer la-Kol, Tel-Aviv 2011–2012.
- Fiona. Schneiderbuch Egmont, Köln.
  - Teil 1: Fiona lernt Ponysprache. 2007, ISBN 3-505-12272-6.
  - Teil 2: Fiona wird Ponyspionin. 2008, ISBN 978-3-505-12354-2.
  - Teil 3: Fiona gewinnt beim Pferderennen. 2011, ISBN 978-3-505-12531-7.
  - Tschechisch: Zuzka a poníci. Fragment, Prag 2009.
  - Französisch: Fanny au poney-club. Bayard Jeunesse, Montrouge 2011.
- Ich, meine vier Brüder und andere Ungerechtigkeiten. Mit Bildern von Carola Holland. Thienemann, Stuttgart 2008, ISBN 978-3-522-18013-9.
- Geheimnis um den verschwundenen Prinzen. Mit Bildern von Irmgard Paule. Thienemann, Stuttgart 2008, ISBN 978-3-522-18015-3.
- Die Sternschnuppenengel. Mit Illustrationen von Franziska Harvey. Arena, Würzburg 2008, ISBN 978-3-401-06251-8.
- Die Chaosschwestern legen los Mit Illustrationen von Franziska Harvey. cbj, München 2008, ISBN  	978-3-570-13396-5. Neuauflage 2010, ISBN 978-3-570-22224-9.
- Die Chaosschwestern sind unschlagbar! Mit Illustrationen von Franziska Harvey. cbj, München 2009, ISBN 978-3-570-13375-0. Neuauflage 2011, ISBN 978-3-570-22231-7.
- Das geheime Drachenhandbuch … für Könner. Mit Illustrationen von Tina Schulte. cbj, München 2009, ISBN 978-3-570-13415-3.
- Das geheime Drachenhandbuch … für Fortgeschrittene. Mit Illustrationen von Tina Schulte. cbj, München 2009, ISBN 978-3-570-13414-6.
- Das geheime Drachenhandbuch für Anfänger. Mit Illustrationen von Tina Schulte. cbj, München 2009, ISBN 978-3-570-13413-9.
- Auf sie mit Gebrüll! Mit Illustrationen von Oliver Wenniges. Carlsen, Hamburg 2009, ISBN 978-3-551-35552-2.
- Auf der Burg der wilden Ritter. Mit Zeichnungen von Anja Rieger. Arena, Würzburg 2009, ISBN 978-3-401-50038-6.
- Fionas schönster Ponysommer. Schneiderbuch Egmont, Köln 2010, ISBN 978-3-505-12778-6.
- Das Meermädchen-Internat. Loewe, Bindlach.
  - Teil 1: Willkommen auf Korallenkrone! 2010, ISBN 978-3-7855-6854-5.
  - Teil 2: Der Freundinnen-Schwur. 2010, ISBN 978-3-7855-6855-2.
  - Teil 3: Ein Delfin fürs Leben. 2011, ISBN 978-3-7855-6857-6.
  - Teil 4: Seepferdchen im Bauch. 2012, ISBN 978-3-7855-6858-3.
- Die Chaosschwestern starten durch! Mit Illustrationen von Franziska Harvey. cbj, München 2011, ISBN 978-3-570-13765-9. Neuauflage 2014, ISBN 978-3-570-22357-4.
- Ellie & Möhre. Schneiderbuch Egmont, Köln.
  - Teil 1: Willkommen auf dem Himbeerhof. 2011, ISBN 978-3-505-12886-8.
  - Teil 2: Ponyspuk um Mitternacht. 2011, ISBN 978-3-505-12887-5.
  - Teil 3: Geheim-Mission im Ponystall. 2012, ISBN 978-3-505-12904-9.
  - Teil 4: Ponyglück in Gefahr. 2012, ISBN 978-3-505-12905-6.
- Liona Lix – wer will schon einen Drachen? Mit Illustrationen von Joelle Tourlonias. Baumhaus, Köln 2012, ISBN 978-3-8339-0134-8.
- Vampirinternat Schloss Schauerfels.  Schneiderbuch Egmont, Köln.
  - Teil 1: Landebahn frei für Molly. 2012, ISBN 978-3-505-13052-6.
  - Teil 2: Achtung, Molly im Anflug! 2012, ISBN 978-3-505-13051-9.
  - Teil 3: Vollmondnacht mit Molly! 2013, ISBN 978-3-505-13054-0.
  - Teil 4: Molly hat Biss! 2013, ISBN 978-3-505-13053-3.
- Die Chaosschwestern voll im Einsatz! Mit Illustrationen von Franziska Harvey. cbj, München 2014, ISBN 978-3-570-15430-4. Neuauflage 2014, ISBN 978-3-570-22463-2.
- Liona Lix – wer braucht schon Schnee im Sommer? Mit Illustrationen von Joelle Tourlonias. Baumhaus, Köln 2013, ISBN 978-3-8339-0165-2.
- Die Chaosschwestern sind die Größten! Mit Illustrationen von Franziska Harvey. cbj, München 2013, ISBN 978-3-570-15431-1.
- Die Chaosschwestern gegen den Rest der Welt! Mit Illustrationen von Franziska Harvey. cbj, München 2014, ISBN 978-3-570-15614-8.